# Noroeste de Washington D. C.
Una de las cuatro zonas de la ciudad, situada al norte del National Mall y al oeste de la calle North Capitol. Es el más grande de los cuatro cuadrantes de la ciudad. En él están algunas de las principales atracciones de la ciudad, como la Casa Blanca, los museos del lado norte del National Mall, y los barrios de Dupont Circle, Le Droit Park, Georgetown, Adams Morgan, Tenleytown, Foggy Bottom, Cleveland Park, Mount Pleasant, the Palisades, Shepherd Park, Crestwood, Bloomingdale y Friendship Heights.
El Noroeste de Washington tiene la reputación de ser una zona de blancos adinerados, en contraste con los otros tres cuadrantes, que son de mayoría negra. En realidad el noroeste es el cuadrante más variado de la ciudad, con muchos campus universitarios como la Universidad Americana, Universidad George Washington, Universidad de Georgetown, Universidad Howard, y la Universidad del Distrito de Columbia. El Verizon Center, estadio de los Washington Wizards, los Washington Capitals, y los Georgetown Hoyas está en el Noroeste, así como la Catedral Nacional y el Parque Rock Creek.